# آقا نجف اصفهانی
آقا نجف اصفهانی (زاده ۱۱۶۷ اصفهان، درگذشته اصفهان) هنرمند اصفهانی و  از معروفترین قلمدان نگاران دوره قاجار است. وی که به «نجفعلی نقاش باشی» معروف بوده بر روی بیشتر قلمدانهایش طرح صورت می‌کشیده است. وی در تذهیب استادی کم‌نظیر و نازک قلم بود که در چهره‌پردازی، شکارگاه، مجلس‌های رزمی و بزمی، گل‌آرایی و تصویر پرندگان نقش‌های زیبایی به وجود می‌آورد.

## زندگی
آقا نجف اصفهانی فرزند «آقابابا نقاش» است که در سال ۱۱۶۷ خورشیدی در اصفهان به دنیا آمده است. وی برجسته‌ترین قلمدان نگار دوره قاجار اصفهان است. آثار لاکی بسیار نفیسی ازوی به یادگارمانده‌است که همگی دارای ارزش هنری ومادی فراوانی در نوع خود هستند. وی در نقاشی قلمدان سبکی ابداع کرد که پس از او بسیاری از آن تقلید کرده‌اند. آثار وی بیشتر شامل قلمدان، قاب آینه و جعبه‌های آرایش زنانه نیز می‌باشد که با نقش و نگارهای ویژه اش تزیین شده‌اند.
مهارت در طبیعت نگاری و سایه پردازی ملایم چهره هااز ویژگی‌های نقاشی‌های وی می‌باشد و در واقع سبک کاری او پلی میان سبک کریم خانی و سبک ناصری بود. بیشتر آثاری که از وی به جای مانده مربوط به سال‌های ۱۱۹۰ تا ۱۲۳۶ خورشیدی می‌باشد. وی به تقلید از نقاشان اروپایی در طرح‌هایش از چهره حضرت عیسی و حضرت مریم استفاده می‌کرد، از اینرو برخی سبک کاری اش را فرنگی سازی دانسته‌اند. آقا نجف آثار ارزشمندش را با نام «یا شاه نجف» و «کمترین نجفعلی» امضا می‌کرده و بیشتر آثارش را به ظل السلطان (فرزند ناصرالدین شاه) تقدیم کرده‌است. وی به جهت مهارتی که در نقاشی و چهره آرایی داشت به نام «مانی زمان» معروف بوده‌است.
وی در زمینه خوشنویسی به ویژه خطهای رقاع و نستعلیق مهارتی استادانه داشت و شعر نیز می‌سرایید. در مورد زمان درگذشت وی شبهه‌هایی موجود است که بر اساس روایت مستندتری وی در سال ۱۲۳۶ از دنیا رفته است. محل خاکسپاری وی در زادگاهش اصفهان است.

## آثار
از وی آثار ماندگاری به جای مانده که در کلکسیون‌های شخصی و موزه‌های مختلف سراسر دنیااز جمله موزه ایران باستان نگهدای رمی‌شوند. برخی از این آثار چنین می‌باشند:
- قلمدان برازنده ای با نشان‌های مختلف با امضای «یا شاه نجف» ساخته شده در سال ۱۱۹۱
- تابلوی رنگ روغنی تمام قد محمد شاه قاجار بر روی صندلی مزین در سال ۱۲۲۳
- تصویر یوحنا و منظره ساخته شده در سال ۱۲۲۴
- قلمدان جنگ رومی با روس ساخته شده در حدود سال ۱۲۳۴
- قاب آیینه درشکه سواران / اسبان و منظره ساخته شده در حدود سال ۱۲۳۴
- نقاشی نسخه خطی شاهنامه، تصویرهایی همانند: نبرد رستم و سهراب، رستم و اژدها، کشته شدن دیو سفید به دست رستم، کشتن سیاوش، کشته شدن اشکبوس، کشته شدن اژدها به دست بهرام چوبینه، به امضای «یا شاه نجف» (این نسخه ای ناقص از شاهنامه فردوسی در ۱۰۴۹ صفحه است).
- تصویر آبرنگی محمدخان صاحب اختیار که به خط نستعلیق با امضای «کمترین نجفعلی» ساخته شده در سال ۱۲۲۵
- قاب آیینه با تصویرهایی از افسانه شیخ صنعان و دختر ترسا با امضای «یا شاه نجف»
- همچنین هشت اثر امضا دار دیگر در «احوال و آثار نقاشان» از وی به جای مانده‌است.

## فرزندان
از نسل وی هنرمندان صاحب نامی به وجود آمدند که تأثیر شگرفی در هنر ایران داشتند. وی سه پسر به نام‌های محمد کاظم، محمد جعفر و احمد داشت که همگی نقاش بوده‌اند. عبدالحسین صنیع همایون نقاش و مینیاتوریست معروف اصفهانی نوه آقا نجف و فرزند محمد کاظم بود. همچنین استاد شکرالله صنیع زاده میناساز برجسته اصفهانی نیز نوه عبدالحسین صنیع همایون است که از نسل آقا نجف اصفهانی است. از این جهت وی را سرسلسله دودمان با اصالت و معتبر هنری می‌دانند که هریک از مشاهیر وبرجستگان زمان خود بوده‌اند. برادر آقا نجف نیز «محمد اسماعیل» نام داشت که وی نیز نقاش بوده‌است.